# Basse-Terre
Basse-Terre este un oraș francez, prefectura departamentului și capitala regiunii Guadelupa, în Caraibe.